# Stuttgart
Stuttgart (pronunciación en alemán: /ˈʃtʊtɡaʁt/ (escucharⓘ); en español arcaico Estugardiao Estucardia, ambos desusados) es la capital del estado federado alemán de Baden-Wurtemberg. Con 633,484 habitantes,Stuttgart es la ciudad más grande de Baden-Wurtemberg y la sexta de Alemania. Además, es sede del parlamento de su Bundesland y su gobierno correspondiente, así como otras autoridades políticas y de la administración federal, contando también con el estatus de ciudad-distrito, unificada por un presidente. Así mismo, es sede del obispo evangélico de Wurtemberg y de un obispado católico (Bistum Rottenburg-Stuttgart).
La ciudad constituye el centro económico y cultural del estado federado, y está marcada por la tradición de la minería y la siderurgia. Posee dos universidades, escuelas técnicas y es sede de varios institutos de investigación, como el Centro Aeroespacial Alemán (DLR), el Fraunhofer-Gesellschaft o la Sociedad Max Planck.
Stuttgart es la puerta de entrada a la Selva Negra y al Jura de Suabia, y se asienta en un valle flanqueado por montañas llenas de viñedos conocido como el “Kessel”, la caldera. El puerto se sitúa al noreste de la ciudad, a orillas del río Neckar. Las grandes ciudades alemanas más importantes y cercanas a Stuttgart son: Fráncfort del Meno (240 km al noroeste), Múnich (aproximadamente 220 km al sureste de Stuttgart) y Karlsruhe (a 80 km al noroeste).
Tradicionalmente, Stuttgart es considerada como “la ciudad donde nació el automóvil”, y acoge dos museos dedicados a su historia: el Museo Mercedes-Benz y el Museo Porsche.

## Toponimia
Stuttgart proviene de la palabra alemana Stutengarten (que significa jardín de las yeguas), puesto que la ciudad tiene su origen alrededor de los antiguos establos del duque Liudolf de Suabia. Su escudo tiene por eso una yegua. La marca de automóviles Porsche, originaria de esta zona, incluye este escudo en su emblema.

## Historia
El distrito de Cannstatt constituye la zona de la ciudad más antigua de Stuttgart. Al siglo I d. C. se remonta una ciudadela romana, una de las posiciones más importantes en la zona, al estar situada en la orilla del Neckar y en cruce de caminos. Con la invasión de los alamanes en el 260 d. C. finalizó la presencia romana en Stuttgart. No existen tradiciones en Cannstatt de los pueblos bárbaros, que aparecieron para quedarse debido a la situación estratégica pero mantuvieron las colonias sus tradiciones.
Presumiblemente, Stuttgart siguió creciendo durante las invasiones húngaras (Ungarneinfälle) entre 926 y 948 en Nessenbachtal y en las yeguadas (o Stutengarten, de ahí el nombre de Stuttgart). El crecimiento de la ciudad se atribuye al conde Liudolf de Suabia, después del 945 d. C. Desde entonces el crecimiento fue hacia los lados de las instalaciones del conde Liudolf.
Nuevas excavaciones arqueológicas que se están realizando tanto en la colegiata como en el castillo antiguo, nos muestran que no había praderas verdes en la fundación de la ciudad: por lo menos desde los merovingios, ya que se establecieron aquí simples campesinos. Un sepelio bajo la colegiata completa la escasa información que hay sobre el estado de la ciudad durante la ocupación merovingia. De la época carolingia, quedan algunos pozos y casas.
La ciudad se encontraba cerca de los criaderos de caballo del Condado de Baden, como también de las ciudades de Backnang y Besigheim, pertenecientes al condado de Wurtemberg. Con la condesa Irmengard de Baden, los monasterios de Lichtenhal permanecieron en Baden-Baden; también era la propietaria de Nesenbachtal.
La marquesa de Baden se encontraba al oeste de sus enemigos, los marqueses de Wurtemberg, más tarde condes. Hermann V de Baden se alzó sobre la ciudad en 1219. Luego fueron los Wurtemberg los que tomaron la ciudad, y una dinastía después contraían matrimonio e instalaron toda la pompa de Wurttemberg en el centro de la ciudad. Hasta 1918 Stuttgart fue la capital y la residencia de los Wurtemberg: hasta 1496 era el condado de Wurttemberg, después de los condes, hasta 1803 fue principado y desde 1806 reino de Wurttemberg y después de 1918 Estado libre de Wureberg.
A final de mayo de 1849, después del rechazo a un congreso de diputados por el rey prusiano Federico Guillermo IV, se trasladó a Stuttgart la Asamblea Nacional de Fráncfort gracias a una invitación del ministro de Justicia Friedrich Römer, perteneciente a los Württemberg.

### SigloXIX
En 1806, Stuttgart logró un aumento de rango en el curso de las Guerras Napoleónicas y el consecuente establecimiento de la Confederación del Rin. La ciudad se convirtió en la capital del Reino de Wurtemberg, que se amplió para incluir las áreas de Nuevo Wurtemberg. Después de que se confirmó la existencia del nuevo estado de Wurtemberg con la conclusión del Congreso de Viena en 1815, Stuttgart experimentó un ascenso gradual en el siglo XIX.
En las décadas de 1880 y 1890, Gottlieb Daimler (1834-1900) sentó las bases de los primeros automóviles en Cannstatt, cerca de Stuttgart, y en 1887 fundó el Daimler-Motoren-Gesellschaft. Después de un incendio, la nueva planta de motores se construyó en Untertürkheim (uno de los distritos de Stuttgart) en 1903.

### Desde 1945

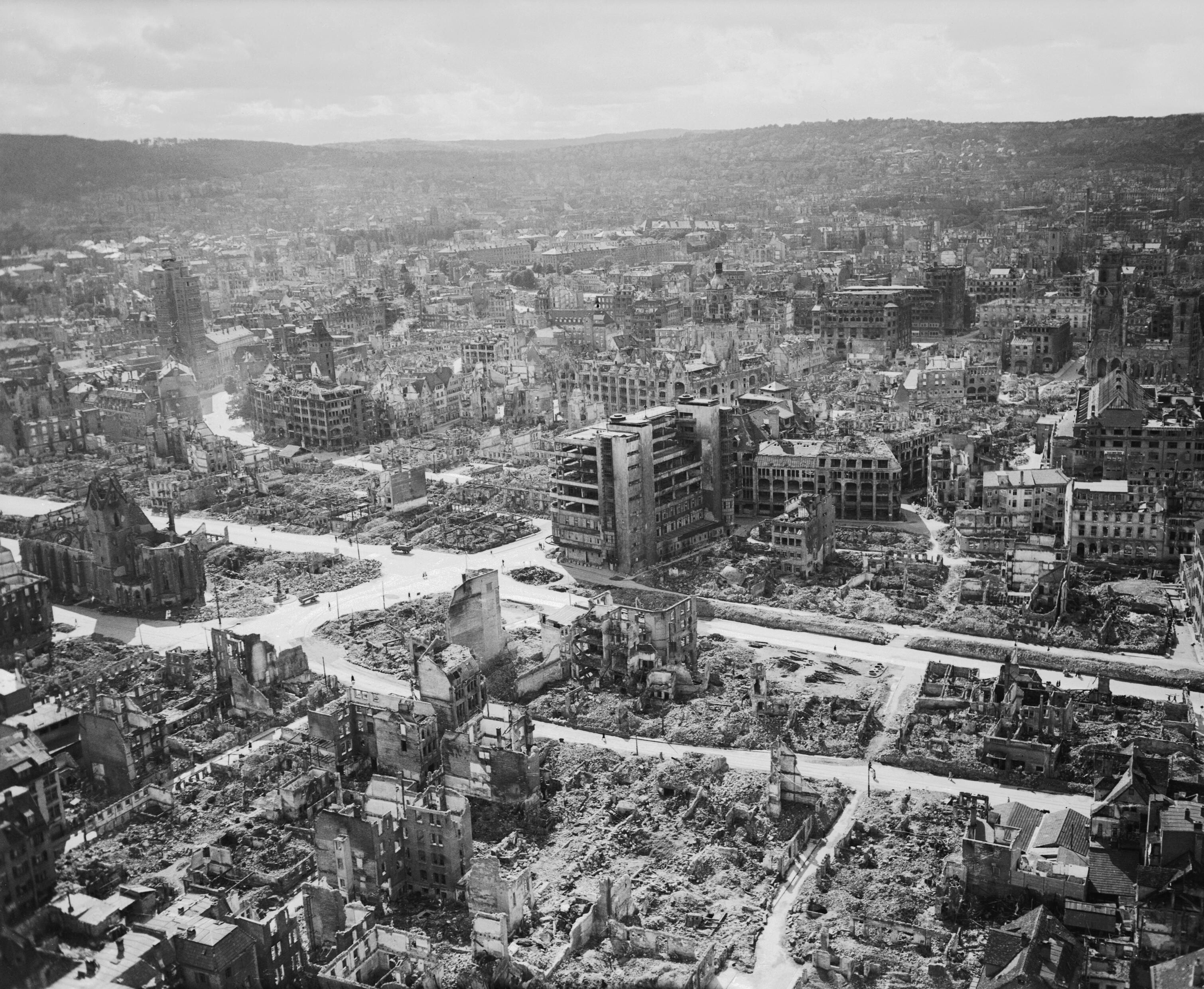
Destrucción en el centro de Stuttgart después de los ataques aéreos.

Con el fin de la Segunda Guerra Mundial en Europa en 1945, Stuttgart se encontraba destruida tras sufrir los bombardeos de los aliados. Aunque el centro histórico fue ampliamente destruido, numerosos monumentos y edificios históricos fueron reconstruidos, como: el Fruchtkasten, uno de los edificios más antiguos; la iglesia Stiftskirche, y el Castillo Antiguo hoy convertido en museo Nacional de Wurtemberg.
Tras la ocupación de Stuttgart por las tropas francesas, hubo al menos 1.389 violaciones en Stuttgart. El 8 de julio de 1945, las fuerzas francesas entregaron Stuttgart a los soldados estadounidenses después de que se les pidió que lo hicieran; a partir de entonces la ciudad perteneció a la zona de ocupación estadounidense. Stuttgart fue la capital del estado de Wurtemberg-Baden, que existió desde 1945 hasta 1952.
La administración militar estableció campamentos en Stuttgart para albergar a las llamadas personas desplazadas (PD). La mayoría de los PD eran ex trabajadores forzados de Europa Central y del Este en las operaciones industriales de la región. El campamento se cerró en 1949, los DP restantes se trasladaron a un campamento de PD en Heidenheim an der Brenz.
En 1948, fracasó la solicitud de la ciudad de convertirse en la nueva capital de la República Federal aún por fundarse. Además de Stuttgart, también se presentaron las ciudades de Fráncfort del Meno, Kassel y Bonn. En 1956 se terminó la construcción del Ayuntamiento de Stuttgart que es la sede de la administración de la ciudad. La característica distintiva de la construcción es la torre del reloj de 60,5 metros de altura. El edificio anterior se quemó en 1944 durante la guerra, sin embargo, partes de las dos alas laterales se conservaron durante la reconstrucción.
En el ámbito de la Unión Europea (UE), la ciudad acogió la Cumbre Europea del 17 al 19 de junio de 1983. En ella, los miembros del Consejo Europeo firmaron una Declaración Solemne sobre la Unión Europea (UE), y examinaron el horizonte de la adhesión de España y Portugal a la UE. Además, en abril de 1999 se celebró en Stuttgart la Tercera Conferencia Euromediterránea, con la participación de Libia por primera vez como invitado especial.
| Distritos del interior |
| --- |
| Stuttgart-Mitte (10), Stuttgart-Nord (11), Stuttgart-Ost (8), Stuttgart-Süd (7), Stuttgart‑West (9) |
| Distritos exteriores |
| Bad Cannstatt (18), Birkach (3), Botnang (1), Degerloch (5), Feuerbach (8), Hedelfingen (4), Möhringen (9), Mühlhausen (5), Münster (1), Obertürkheim (2), Plieningen (5), Sillenbuch (3), Stammheim (2), Untertürkheim (8), Vaihingen (12), Wangen (1), Weilimdorf (6), Zuffenhausen (11) |

## Política
Desde noviembre de 2020, el alcalde (Oberbürgermeister) de Stuttgart es Frank Nopper, de la CDU (Unión Demócrata Cristiana).
Al final de la Segunda Guerra Mundial, los administradores franceses designaron al político independiente Arnulf Klett como alcalde, un papel que cumplió sin interrupción hasta su muerte en 1974. Desde entonces, Stuttgart ha sido gobernada principalmente por la CDU. Un exalcalde fue Manfred Rommel, hijo del mariscal de campo alemán más famoso de la Segunda Guerra Mundial, Erwin Rommel.
Como capital de Baden-Württemberg, Stuttgart es un importante centro político en Alemania y la sede del Parlamento del Estado, o Landtag, así como todos los departamentos de estado de Baden-Württemberg.

## Geografía

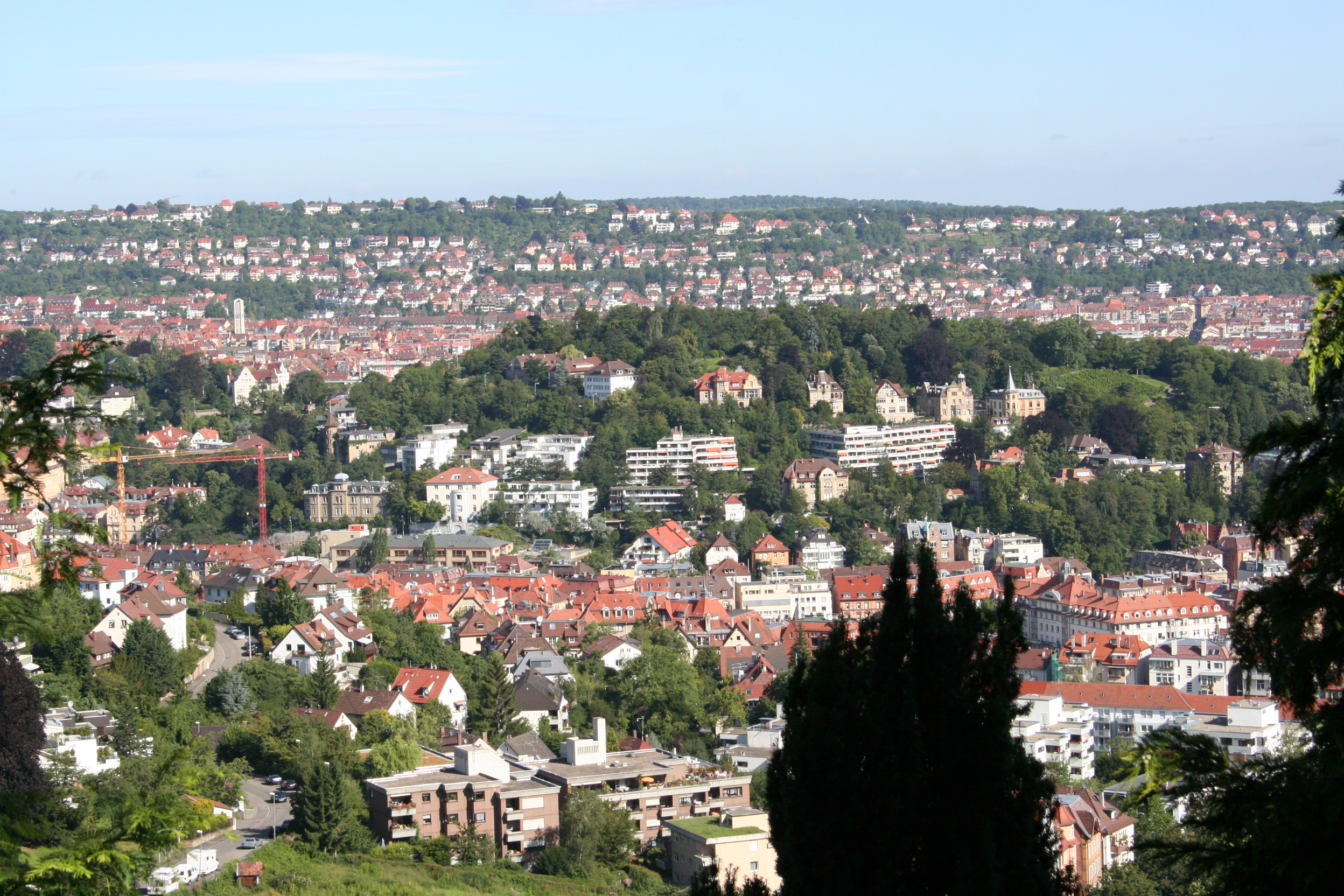
Típico paisaje montañoso en la cuenca de Stuttgart.

Stuttgart está situada en el centro del Estado de Baden-Württemberg, en medio de una larga serie de colinas. El centro de la ciudad se sitúa entre valles y viñedos, por eso la ciudad es apodada como Stuttgarter Kessel («La olla stuttgartina»). Stuttgart se encuentra junto al río Neckar. La ciudad alemana limita al norte con la cuenca del Neckar, al oeste con Glemswald y el Gäu, al este con el corredor de Schurwald y al sur con el parque natural de Schönbuch. Al sureste fluye el Neckar y se sitúa la ciudad Esslingen am Neckar.
La ciudad se encuentra a una altitud de 207 metros sobre el nivel del mar. Stuttgart se eleva por el Birkenkopf (511 m) en la depresión del Rand; elevada también por el Wirtemberg (411 m) sobre el valle del Neckar y por el bosque Heiner (395 m).

### Planificación de la región

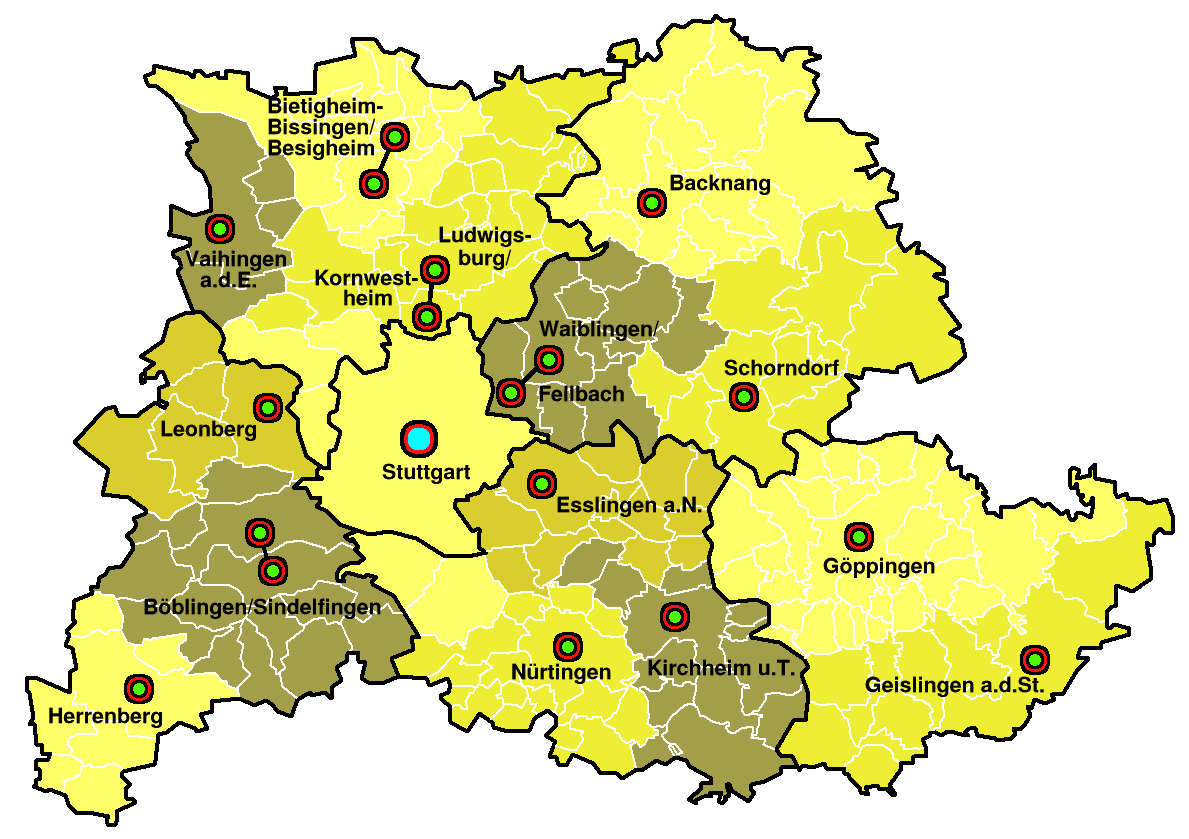
Región de Stuttgart.

La ciudad está situada en el centro de la Región de Stuttgart. A la región le pertenecen los distritos de Esslingen, Göppingen, Böblingen, Ludwigsburg y Rems-Murr-Kreis, así como el municipio de Heilbronn (al norte de Stuttgart) y al sur de la región las ciudades de Reutlingen y Tübingen. Todos estos municipios y otros colindantes a la ciudad alemana forman la región metropolitana de Stuttgart, que divide al Bundesland de Baden-Württemberg en 14 zonas diferentes.
La región metropolitana europea de Stuttgart también integró las ciudades de Ditzingen, Filderstadt, Gerlingen, Korntal-Münchingen y Leinfelden-Echterdingen. La zona de Stuttgart controla las ciudades de Backnang, Bietigheim-Bissingen/Besigheim, Böblingen/Sindelfingen, Esslingen am Neckar, Geislingen an der Steige, Göppingen, Herrenberg, Kirchheim unter Teck, Leonberg, Ludwigsburg/Kornwestheim, Nürtingen, Schorndorf, Vaihingen an der Enz y Waiblingen/Fellbach.

### Municipios vecinos
Las siguientes ciudades limitan con la ciudad de Stuttgart; el orden parte del noreste y sigue la dirección de las agujas del reloj:
Fellbach, Kernen im Remstal (todas en el distrito urbano de Rems-Murr), Esslingen am Neckar, Ostfildern, Neuhausen auf den Fildern, Filderstadt y Leinfelden-Echterdingen (en el distrito rural —Landkreis— de Esslingen), Sindelfingen y Leonberg (en el landkreis de Böblingen), así como Gerlingen, Ditzingen, Korntal-Münchingen, Möglingen, Kornwestheim y Remseck am Neckar (todas en el landkreis de Ludwigsburg).

### Clima
Por estar situado en una depresión y por los cultivos, en Stuttgart encontramos un clima mayoritariamente cálido, aunque los inviernos suelen marcar heladas. La Selva Negra y los bosques suabos y francos relajan las temperaturas con las sombras de sus árboles. El clima y la pendiente en la que se encuentra Stuttgart facilita la aparición de la viticultura.
En verano se produce la inversión térmica. Por eso es posible que en verano la temperatura en la Königstraße (la calle principal de Stuttgart) y en los alrededores de la Schlossplatz (la plaza principal) llegue a haber temperaturas de 30-35° a mediodía.
| Parámetros climáticos promedio de Stuttgart/Echterdingen, Alemania (1981–2010) | Parámetros climáticos promedio de Stuttgart/Echterdingen, Alemania (1981–2010) | Parámetros climáticos promedio de Stuttgart/Echterdingen, Alemania (1981–2010) | Parámetros climáticos promedio de Stuttgart/Echterdingen, Alemania (1981–2010) | Parámetros climáticos promedio de Stuttgart/Echterdingen, Alemania (1981–2010) | Parámetros climáticos promedio de Stuttgart/Echterdingen, Alemania (1981–2010) | Parámetros climáticos promedio de Stuttgart/Echterdingen, Alemania (1981–2010) | Parámetros climáticos promedio de Stuttgart/Echterdingen, Alemania (1981–2010) | Parámetros climáticos promedio de Stuttgart/Echterdingen, Alemania (1981–2010) | Parámetros climáticos promedio de Stuttgart/Echterdingen, Alemania (1981–2010) | Parámetros climáticos promedio de Stuttgart/Echterdingen, Alemania (1981–2010) | Parámetros climáticos promedio de Stuttgart/Echterdingen, Alemania (1981–2010) | Parámetros climáticos promedio de Stuttgart/Echterdingen, Alemania (1981–2010) | Parámetros climáticos promedio de Stuttgart/Echterdingen, Alemania (1981–2010) |
| Mes                                                                            | Ene.                                                                           | Feb.                                                                           | Mar.                                                                           | Abr.                                                                           | May.                                                                           | Jun.                                                                           | Jul.                                                                           | Ago.                                                                           | Sep.                                                                           | Oct.                                                                           | Nov.                                                                           | Dic.                                                                           | Anual                                                                          |
| ------------------------------------------------------------------------------ | ------------------------------------------------------------------------------ | ------------------------------------------------------------------------------ | ------------------------------------------------------------------------------ | ------------------------------------------------------------------------------ | ------------------------------------------------------------------------------ | ------------------------------------------------------------------------------ | ------------------------------------------------------------------------------ | ------------------------------------------------------------------------------ | ------------------------------------------------------------------------------ | ------------------------------------------------------------------------------ | ------------------------------------------------------------------------------ | ------------------------------------------------------------------------------ | ------------------------------------------------------------------------------ |
| Temp. máx. abs. (°C)                                                           | 18.1                                                                           | 21.0                                                                           | 25.6                                                                           | 30.8                                                                           | 34.5                                                                           | 39.5                                                                           | 40.8                                                                           | 39.7                                                                           | 35.6                                                                           | 30.8                                                                           | 23.3                                                                           | 19.5                                                                           | 40.9                                                                           |
| Temp. máx. media (°C)                                                          | 3.7                                                                            | 5.6                                                                            | 10.8                                                                           | 16.8                                                                           | 22.0                                                                           | 24.8                                                                           | 26.8                                                                           | 26.6                                                                           | 21.7                                                                           | 15.6                                                                           | 8.3                                                                            | 4.4                                                                            | 14.0                                                                           |
| Temp. media (°C)                                                               | -6.5                                                                           | -2.5                                                                           | 6.2                                                                            | 12.2                                                                           | 16.6                                                                           | 19.7                                                                           | 23.9                                                                           | 21.3                                                                           | 15.2                                                                           | 10.9                                                                           | 5.3                                                                            | -3.6                                                                           | 11.4                                                                           |
| Temp. mín. media (°C)                                                          | -10.5                                                                          | -4.8                                                                           | 2.2                                                                            | 7.8                                                                            | 11.3                                                                           | 15.4                                                                           | 18.7                                                                           | 16.6                                                                           | 13.8                                                                           | 7.9                                                                            | -4.4                                                                           | -8.6                                                                           | 7.0                                                                            |
| Temp. mín. abs. (°C)                                                           | -28.5                                                                          | -21.3                                                                          | -16.0                                                                          | -6.2                                                                           | -3.9                                                                           | 3.3                                                                            | 6.0                                                                            | 5.6                                                                            | 1.2                                                                            | -8.3                                                                           | -19.9                                                                          | -22.5                                                                          | -28.5                                                                          |
| Precipitación total (mm)                                                       | 46.2                                                                           | 35.5                                                                           | 38.6                                                                           | 49.6                                                                           | 85.7                                                                           | 86.8                                                                           | 86.1                                                                           | 69.1                                                                           | 57.1                                                                           | 58.8                                                                           | 49.8                                                                           | 50.4                                                                           | 718.7                                                                          |
| Horas de sol                                                                   | 79.8                                                                           | 96.4                                                                           | 137.9                                                                          | 177.0                                                                          | 236.5                                                                          | 255.8                                                                          | 272.4                                                                          | 258.1                                                                          | 190.4                                                                          | 144.6                                                                          | 74.1                                                                           | 60.4                                                                           | 1983.4                                                                         |
| Fuente: Datos derivados de Deutscher Wetterdienst                              |                                                                                |                                                                                |                                                                                |                                                                                |                                                                                |                                                                                |                                                                                |                                                                                |                                                                                |                                                                                |                                                                                |                                                                                |                                                                                |

## Demografía
Stuttgart sobrepasó en 1875 los 100 000 habitantes y se convirtió en la primera gran ciudad de Baden-Württemberg. En 1905 la ciudad tenía 250 000 habitantes, que se doblaron hasta 1950 (500 000 habitantes). En 1962 alcanza la máxima población de su historia: 640 560 habitantes. En 2017, el censo oficial da como cifra de habitantes de Stuttgart 632 743, convirtiéndose, tras Múnich, en la segunda ciudad más habitada al sur de Alemania y la sexta del país.

### Religión
En 2017, el 24,1% de los habitantes de Stuttgart eran protestantes y 23,1% de fe católica, el 52.8% restante pertenecía a otras religiones o no eran confesionales.

## Economía

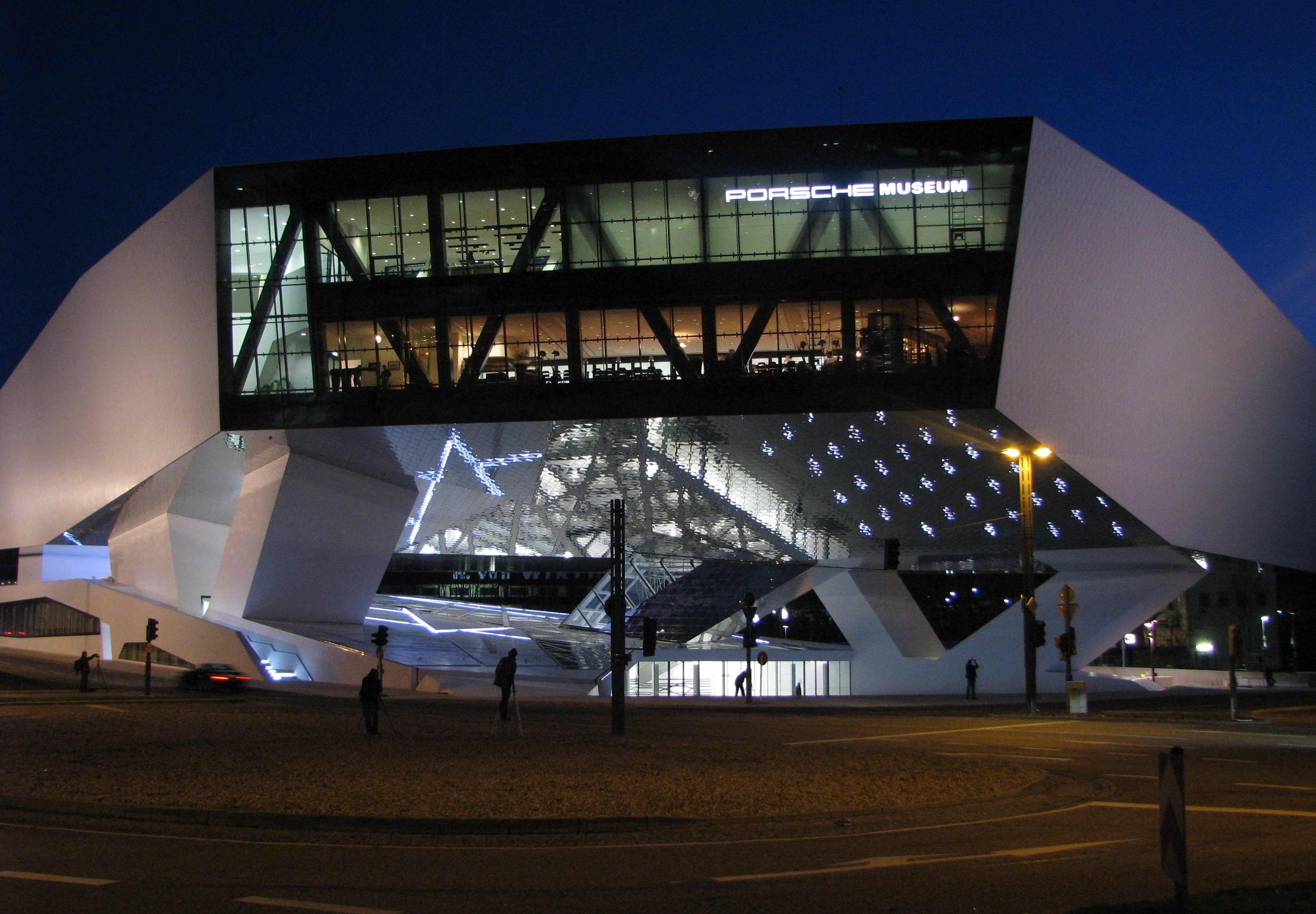
Museo Porsche.

El área de Stuttgart es conocida por su industria de alta tecnología. La ciudad acoge el noveno centro de exposiciones más grande de Alemania, la Feria de Comercio de Stuttgart, que se encuentra en las afueras de la ciudad, junto al aeropuerto de Stuttgart. Cientos de pymes aún tienen su sede en Stuttgart (a menudo denominado Mittelstand), muchas de ellas aún en propiedad familiar con fuertes lazos con la industria automotriz, electrónica, de ingeniería y de alta tecnología.

### La cuna del automóvil
El automóvil y la motocicleta fueron inventados en Stuttgart (por Karl Benz y posteriormente industrializados en 1887 por Gottlieb Daimler y Wilhelm Maybach en el Daimler Motoren Gesellschaft). Como resultado, se considera el punto de partida de la industria automotriz mundial y, a veces, se la conoce como la "cuna del automóvil". Hoy, Mercedes-Benz y Porsche tienen su sede en Stuttgart, así como los gigantes de piezas de automóviles Bosch y Mahle. Se publican varias revistas de entusiastas del automóvil en Stuttgart.
Daimler y Porsche tienen sus oficinas centrales en las afueras del casco urbano. Gottlieb Daimler y Wilhelm Maybach construyeron en Stuttgart su motor de combustión interna, que sumado a la bujía de Robert Bosch (nacido en Stuttgart) dio nacimiento a la industria del automóvil en Alemania. La estrella de Mercedes-Benz rota sobre la torre de la Estación central de Stuttgart (HBF) y sobre el edificio más alto de la fábrica de Untertürkheim de Daimler, donde trabajan unas 20 000 personas.

## Transporte

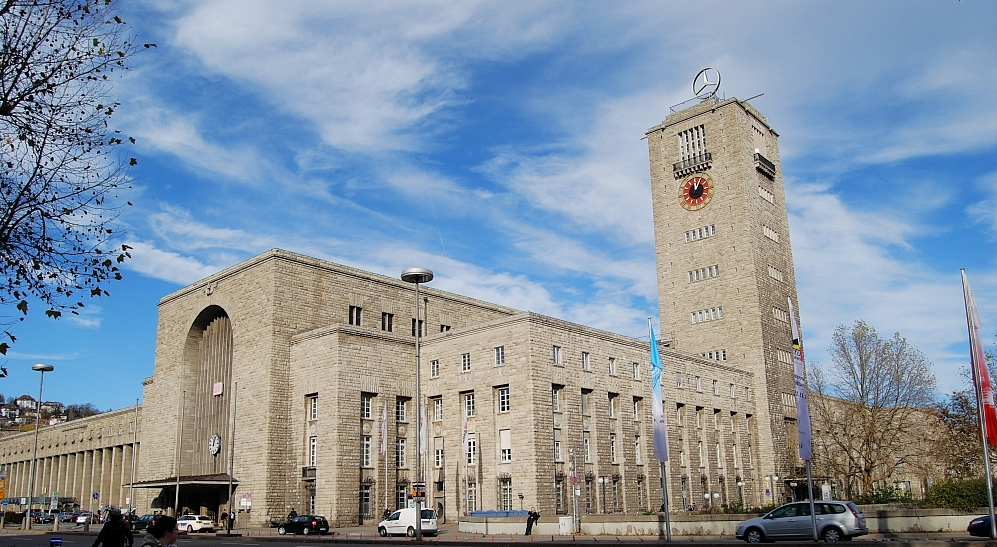
Estación central de Stuttgart.

La ciudad de Stuttgart tiene un moderno sistema de transporte servido por buses, trenes ligeros, cables, trenes de cremallera y S-bahn

## Infraestructuras

### Stuttgart 21
El proyecto Stuttgart 21 prevé transformar la Estación central de Stuttgart central en un pasaje subterráneo para mejorar la conexión con la red de tranvías. Con ello se recupera un lote de cien hectáreas en el corazón de la ciudad, donde se planea construir un nuevo barrio, constituyendo una importancia estratégica considerable para la ciudad y su área metropolitana.
Desde que fuera anunciado en 1994, este megaproyecto que incluye la construcción de 56 km de vías nuevas para la Red Transeuropea de Ferrocarril, ha estado plagado de demoras y disputas sobre su impacto ambiental y sus elevados costos. Está previsto que el proyecto ferroviario entre en funcionamiento a fines de 2025.

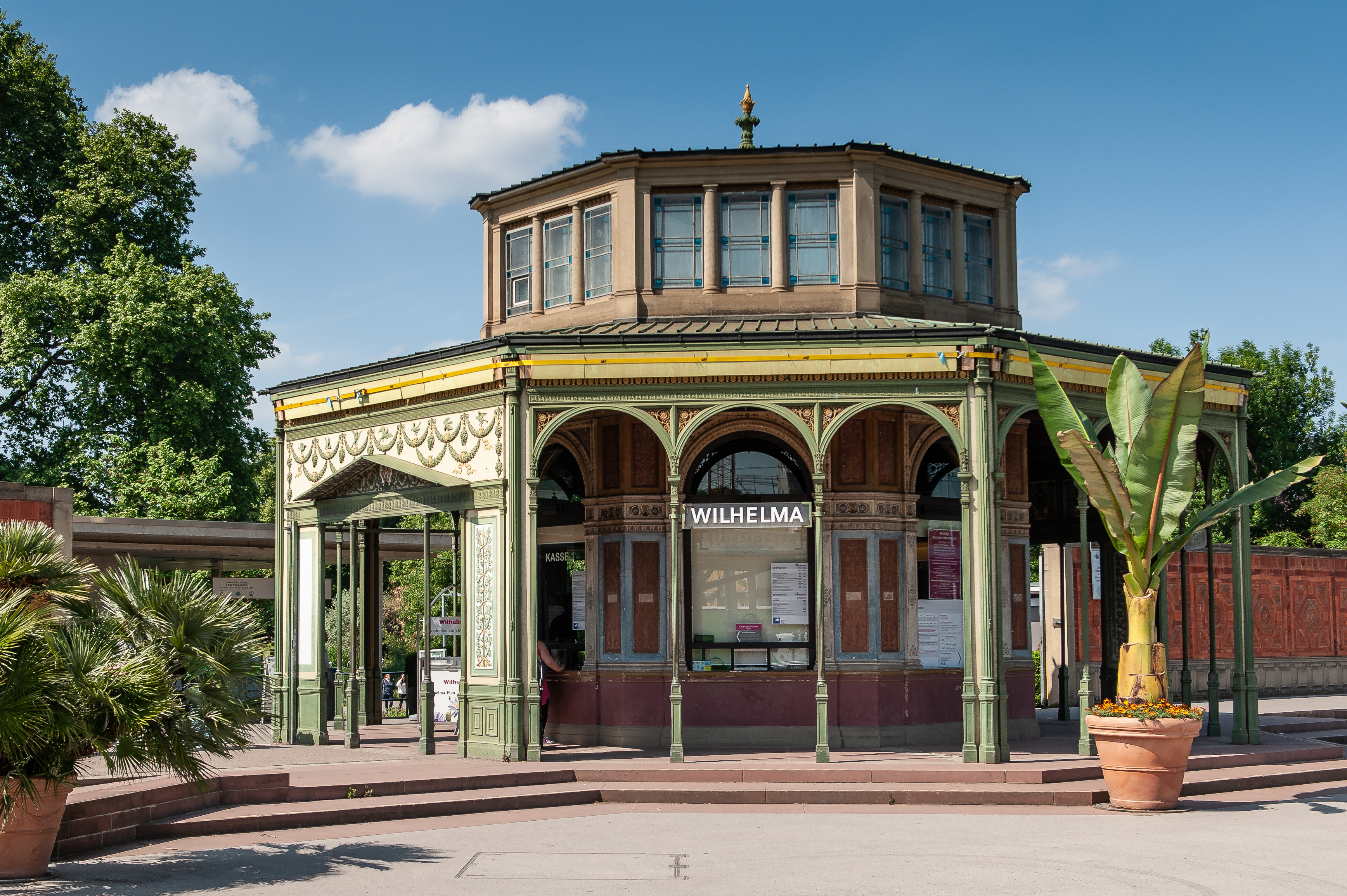
Wilhelma, zoológico y jardín botánico.

### Espacios naturales
- Wilhelma, zoológico y jardín botánico.
- Rotwildpark, espacio natural protegido.

## Cultura

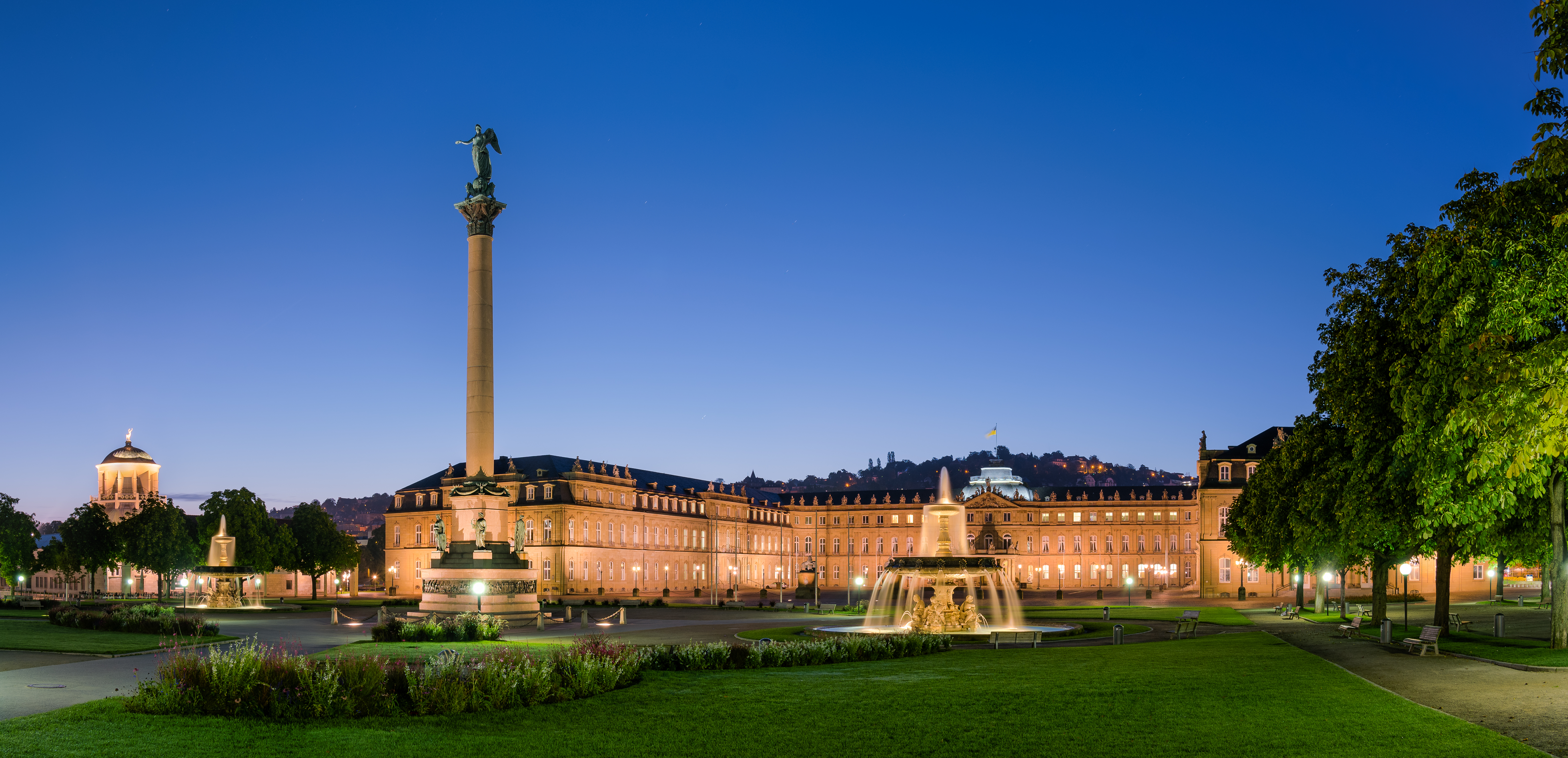
Neues Schloss en el centro de Stuttgart.

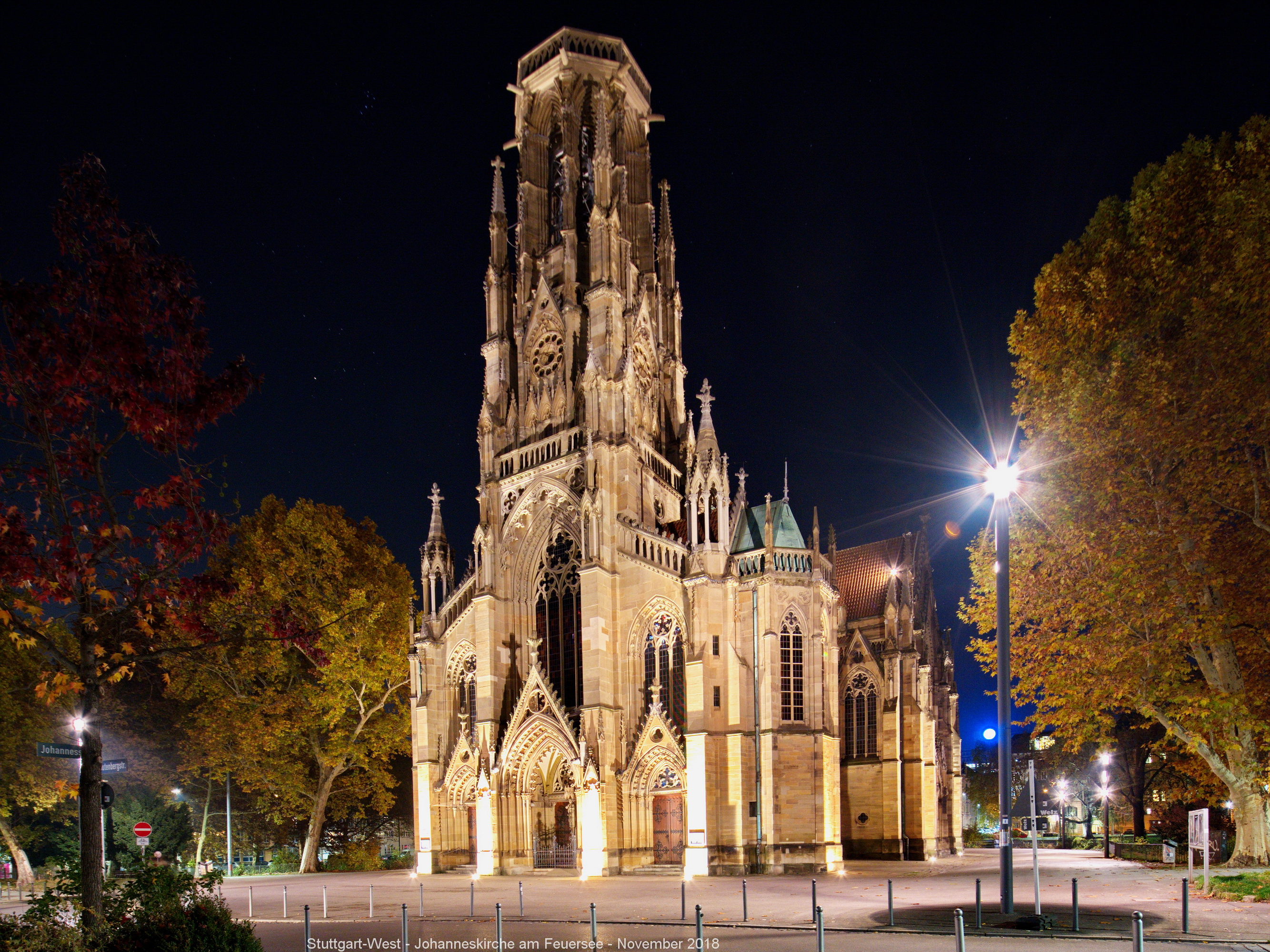
Iglesia evangelista de San Juan.

### Arquitectura
Stuttgart es representativa de la arquitectura innovadora, con su museo de arte y su urbanización Weißenhofsiedlung de estilo Bauhaus, diseñada en 1927 por los arquitectos Mies van der Rohe, Walter Gropius y Le Corbusier.
Otras obras representativas de la arquitectura de la ciudad son el Palacio Nuevo (Neues Schloss) y el Castillo Antiguo (Altes Schloss), situados en la Plaza del Palacio (Schlossplatz). Otro palacio es el de Rosenstein (Schloss Rosenstein) que cuenta con el Parque Rosenstein. También, dentro de las obras tradicionales, se encuentra la iglesia evangelista de San Juan (Johanneskirche) de estilo neogótico, la Ópera Nacional de Stuttgart (Württembergisches Staatstheater Stuttgart), y la Galería Estatal de Stuttgart (Staatsgalerie) y su ampliación, la Nueva Galería Estatal de Stuttgart.
En Stuttgart se levantan dos reconocidas torres: la Torre de Televisión, y la Torre Bismarck.
Ya en el siglo XXI, la ciudad se ha dotado de instalaciones culturales con valor arquitectónico. Tal es el caso del Mercedes-Benz Museum y el museo Porsche, así como la Biblioteca Pública de Stuttgart entre otros.

### Literatura
Friedrich Hegel nació en esta ciudad en 1770. Uno de los escritores alemanes más famosos, Schiller, también vivió en la ciudad, siendo originario de Marbach am Neckar, a unos 30 km.

### Gastronomía
En los viñedos cercanos a Stuttgart se puede conocer el estilo de vida "suabo" tradicional. Allí, los viticultores invitan a degustar sus caldos o los restaurantes ofrecen especialidades de la región como el cocido "Gaisburger Marsch".

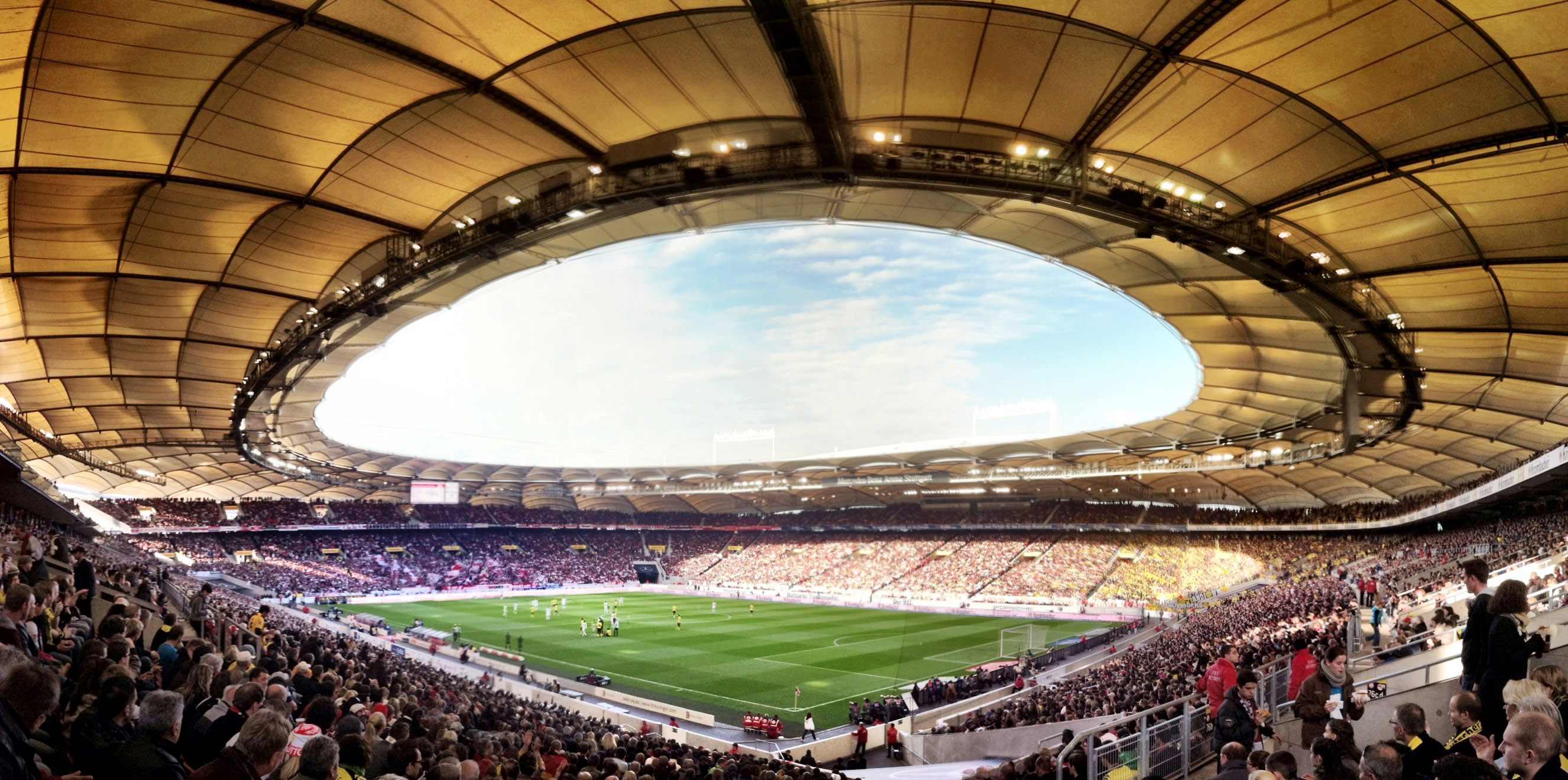
MHPArena.

### Deportes
En Stuttgart se han realizado eventos deportivos de nivel internacional como el Campeonato Europeo de Atletismo (1986), el Campeonato Europeo de Voleibol femenino (1989), el Campeonato mundial de Ciclismo (1991), el Campeonato Mundial de Atletismo de 1993, la vuelta ciclista a Alemania (2000) y fue sede de la Copa Mundial de Fútbol de 2006 en Alemania.
Acoge anualmente el Torneo de tenis de Stuttgart incluido en la categoría Premier.
El VfB Stuttgart es el club de fútbol de la ciudad. Participa en la primera división del fútbol nacional, la Bundesliga. Su estadio es el MHPArena con una capacidad para 60 441 espectadores.
| Equipo                             | Deporte            | Competición                              | Estadio                           | Creación |
| ---------------------------------- | ------------------ | ---------------------------------------- | --------------------------------- | -------- |
| V.f.B. Stuttgart                   | Fútbol             | Bundesliga                               | MHPArena                          | 1893     |
| TV Bittenfeld                      | Balonmano          | Bundesliga de balonmano                  | Scharrena Stuttgart Porsche-Arena | 1898     |
| SV Cannstatt                       | Natación Waterpolo | Liga alemana de waterpolo                | Ninguno                           | 1898     |
| Club alpino alemán sección Suabia  | Montañismo         | Confederación Deportiva Olímpica Alemana | Ninguno                           | 1869     |
| Club alpino alemán sección Wroclaw | Montañismo         | Confederación Deportiva Olímpica Alemana | Ninguno                           | 1877     |
| Stuttgarter Kickers                | Fútbol             | Oberliga Baden-Wurtemberg                | GAZI-Stadion auf der Waldau       | 1899     |